# West Hamlin
West Hamlin – miasto w Stanach Zjednoczonych, w stanie Wirginia Zachodnia, w hrabstwie Lincoln.